# Caerorhachis
Caerorhachis (betekent 'geschikte wervelkolom' in het Grieks) is een geslacht van uitgestorven vroege tetrapoden uit het Vroeg-Carboon van Schotland, waarschijnlijk uit het Serpukhovien. De plaatsing binnen Tetrapoda is onzeker, maar het wordt algemeen beschouwd als een basaal lid van de groep. 

## Naamgeving
De typesoort Caerorhachis bairdi werd in 1977 benoemd door Robert Holmes en Robert Caroll. De soortaanduiding eert Donald Baird.
Het holotype MCZ 2271 werd vermoedelijk in de negentiende eeuw gevonden in een puinhoop bij de kolenmijn van Ramsay. Het bestaat uit een skelet met schedel, voornamelijk bewaard als een natuurlijk afgietsel op meerdere blokken. Het werd verworven door de verzamelaar Thomas Stock en in 1883 met diens hele collectie verkocht aan Harvard University.

## Beschrijving
Caerorhachis werd ruim twintig centimeter lang.
Een herbeschrijving uit 2007 door Marcello Ruta stelde vijf autapomorfieën vast, unieke afgeleide eigenschappen. De tabularia zijn min of meer trapeziumvormig waarbij de lengteas een hoek van 45° met de middenlijn van de schedel. Op het niveau van de vangtanden van de verhemeltebeenderen zijn de bovenkaaksbeenderen tandeloos. De choana, het interne neusgat, is min of meer vijfhoekig. Het coronoïde van de onderkaak heeft een langwerpige voorste bovenste tak. De voorste onderkaak is bezet met talrijke kleine tandjes.

## Fylogenie
Caerorhachis is meestal geplaatst als een basale anthracosauriër of een naaste verwant van anthracosauriërs. In deze classificatie is Caerorhachis een naaste voorouder van de Amniota of tetrapoden die eieren op het land leggen. Caerorhachis is ook geclassificeerd als het zustertaxon van temnospondylen, een grote groep uitgestorven amfibieën, op basis van de aanwezigheid van verschillende basale eigenschappen. Toen het in 1977 werd benoemd, werd zelfs gedacht dat Caerorhachis een dendrerpetontide temnospondyl was. De meeste overeenkomsten met de temnospondylen bestaan uit symplesiomorfieën welke algemeen zijn voor vroege tetrapoden en die dus niet wijzen op een speciale verwantschap.
De wervels van Caerorhachis lijken echter meer op anthracosauriërs. Zoals bij alle vroege tetrapoden, bestaat het centrum, of het centrale deel van de wervel, uit twee delen: het intercentrum en het pleurocentrum. Terwijl temnospondylen grote intercenta en kleine pleurocentra hebben, hebben Caerorhachis en anthracosauriërs grotere pleurocentra dan intercentra. Een fylogenetische analyse uit 2003 van vroege tetrapoden plaatste Caerorhachis buiten de clade die temnospondylen en anthracosauriërs omvat in een voorouderlijke positie voor beide groepen.

## Paleobiologie
Caerorhachis wordt verondersteld een voornamelijk landbewonende levensstijl te hebben gehad. Het mist de zijlijnen over de schedel die dienden als een aanpassing voor eerdere aquatische tetrapoden en hun voorouders. De grote, goed ontwikkelde ledematen suggereren dat hij zich beter op het land kon voortbewegen dan andere vroege tetrapoden zoals colosteïden en baphetiden. Dat wordt bevestigd door een hoge borstkas en een L-vormig intermedium in de enkel. Robert Holmes en Robert L. Carroll, de eersten die Caerorhachis beschreven, interpreteerden het als een dier dat een groot deel van zijn leven doorbracht in de vochtige modder aan de rand van plassen of beekjes, zich voedde met gestrande vissen of zich af en toe in het water waagde om waterlarven van andere amfibieën te vangen.